# Callionima
Callionima Lucas, 1857 è un genere di lepidotteri appartenente alla famiglia Sphingidae, diffuso in America settentrionale, centrale e meridionale.

## Descrizione
Morfologicamente appare simile al genere Madoryx, da cui si differenzia per la presenza di un appuntito ciuffo anale e per la colorazione più chiara. L'ala anteriore ha un margine più convesso e arrotondato rispetto a Madoryx, mentre l'ala posteriore presenta un apice fortemente acuminato. Lo stigma discocellulare è di norma singolo e argentato, e ricorda la forma di una pipa (D'Abrera, 1986).

## Distribuzione e habitat
La distribuzione è prevalentemente neotropicale e solo in parte neartica,
passando dal sud degli Stati Uniti al Messico centrale, fino alla Bolivia, al Brasile e alla Terra del Fuoco.
L'habitat preferenziale risulta essere la foresta tropicale o subtropicale. Le abitudini sono prevalentemente notturne.

## Tassonomia

### Specie
Il genere si suddivide in tredici specie (D'Abrera, 1986; Kitching & Cadiou, 2000):
- Callionima acuta (Rothschild & Jordan, 1910)
- Callionima calliomenae (Schaufuss, 1870)
- Callionima denticulata (Schaus, 1895)
- Callionima falcifera (Gehlen, 1943)
- Callionima gracilis (Jordan, 1923)
- Callionima grisescens (Rothschild, 1894)
- Callionima guiarti (Debauche, 1934)
- Callionima inuus (Rothschild & Jordan, 1903)
- Callionima juliane Eitschberger, 2000
- Callionima nomius (Walker, 1856)
- Callionima pan (Cramer, 1779)
- Callionima parce (Fabricius, 1775) - specie tipo (Sphinx parce Fabricius, 1775)
- Callionima ramsdeni (Clark, 1920)

### Sinonimi
- Calliomma Walker, 1856
- Eucheryx Boisduval, 1875

### Alcune specie

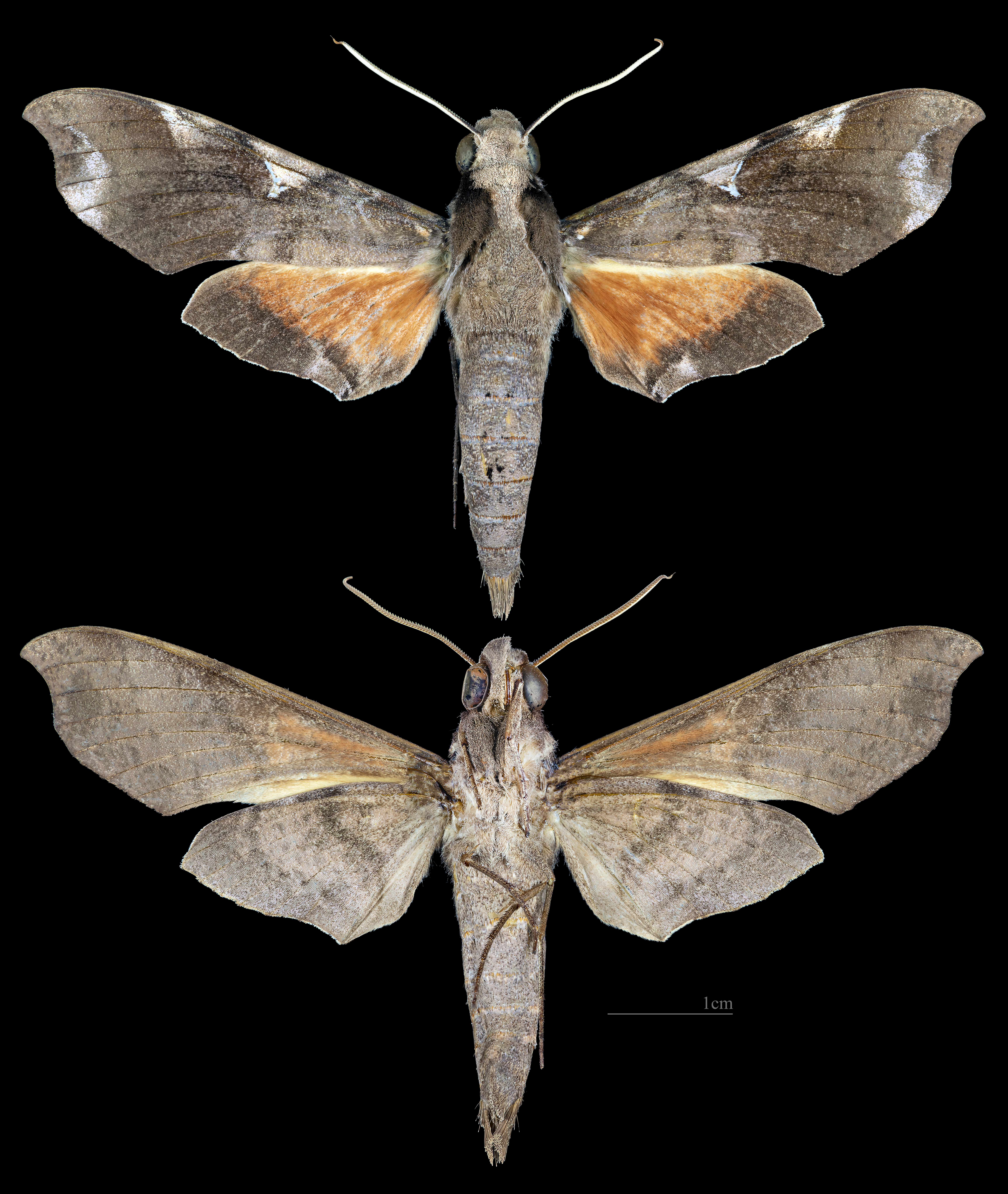
Callionima acuta
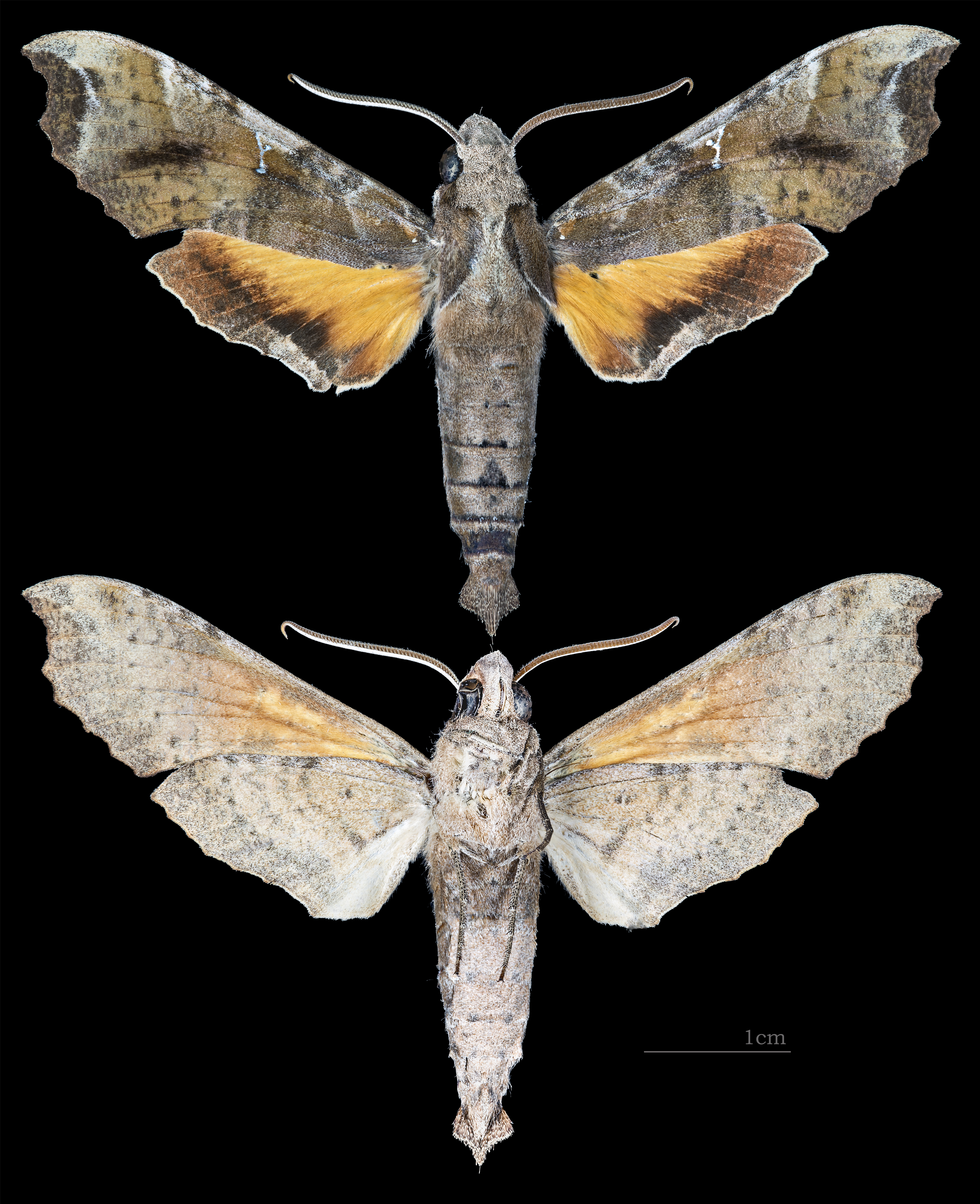
Callionima calliomenae
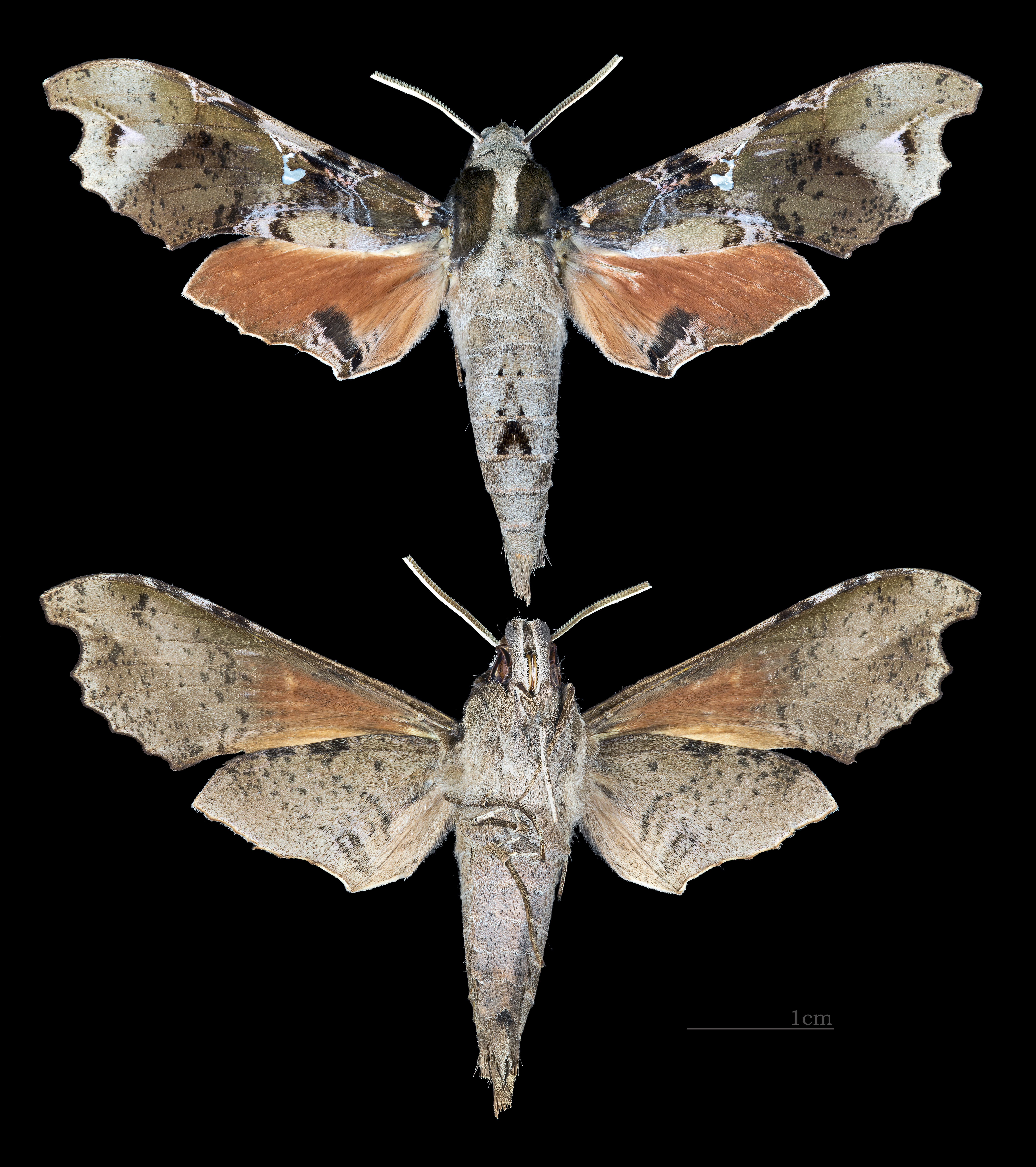
Callionima denticulata
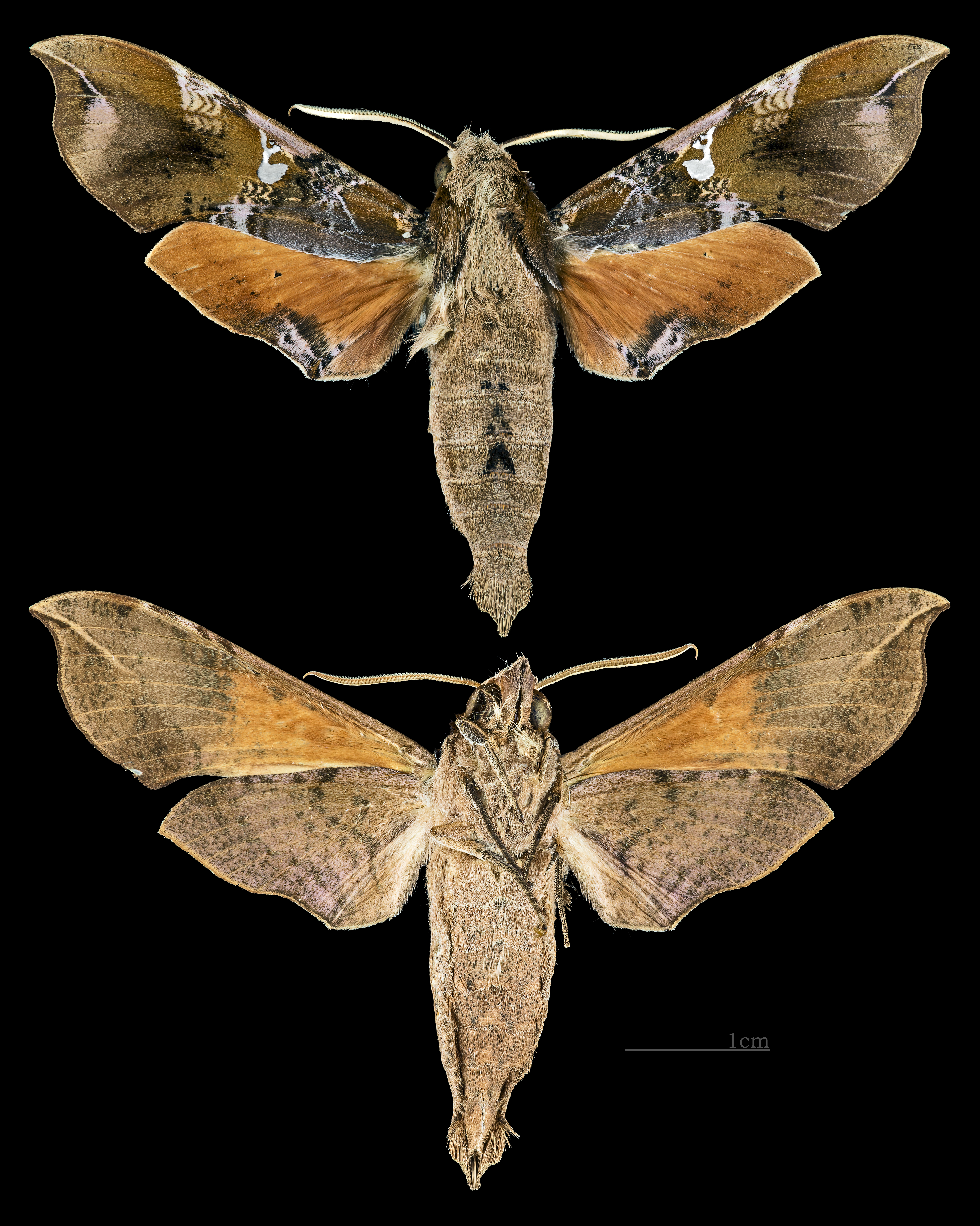
Callionima falcifera
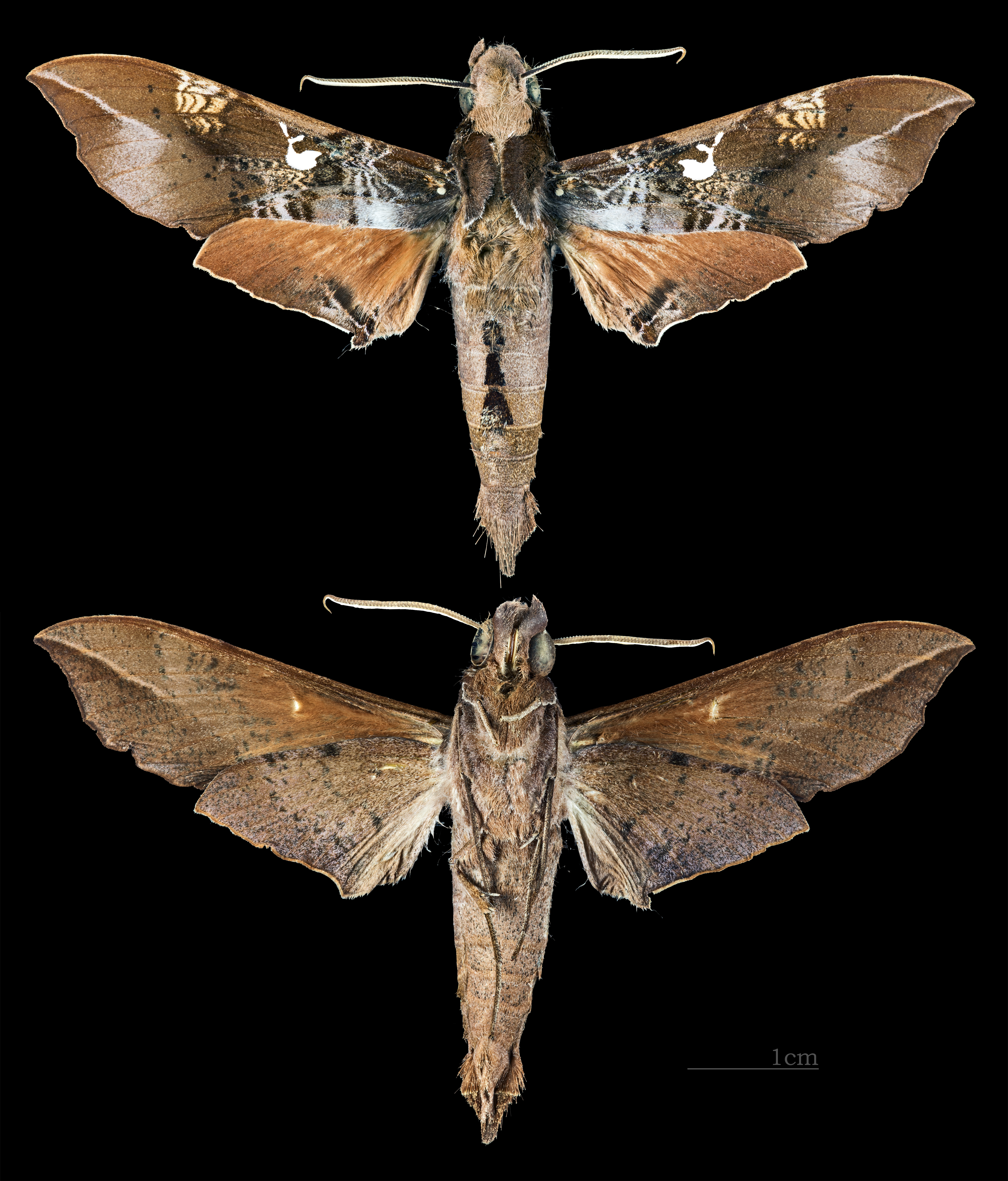
Callionima inuus
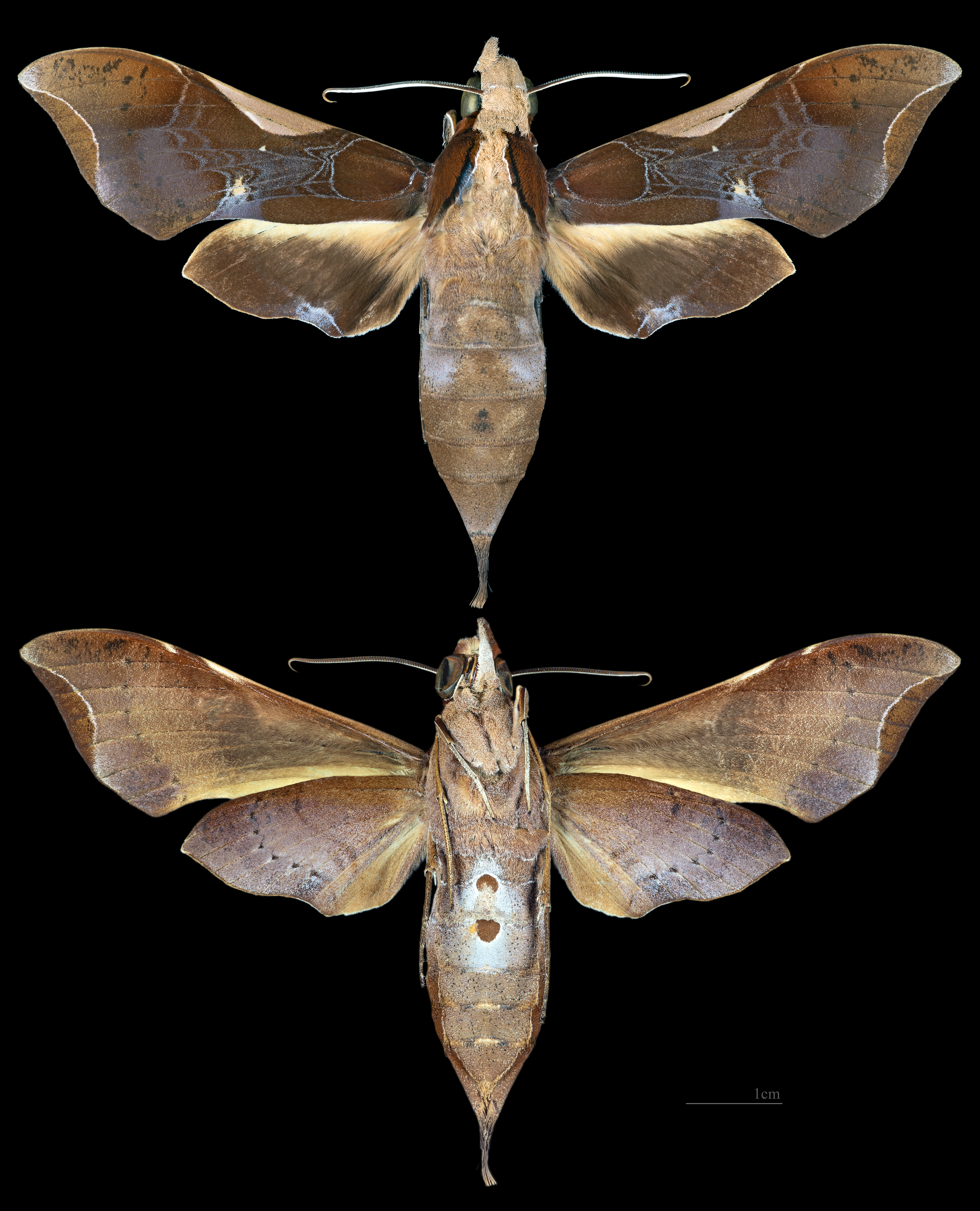
Callionima nomius
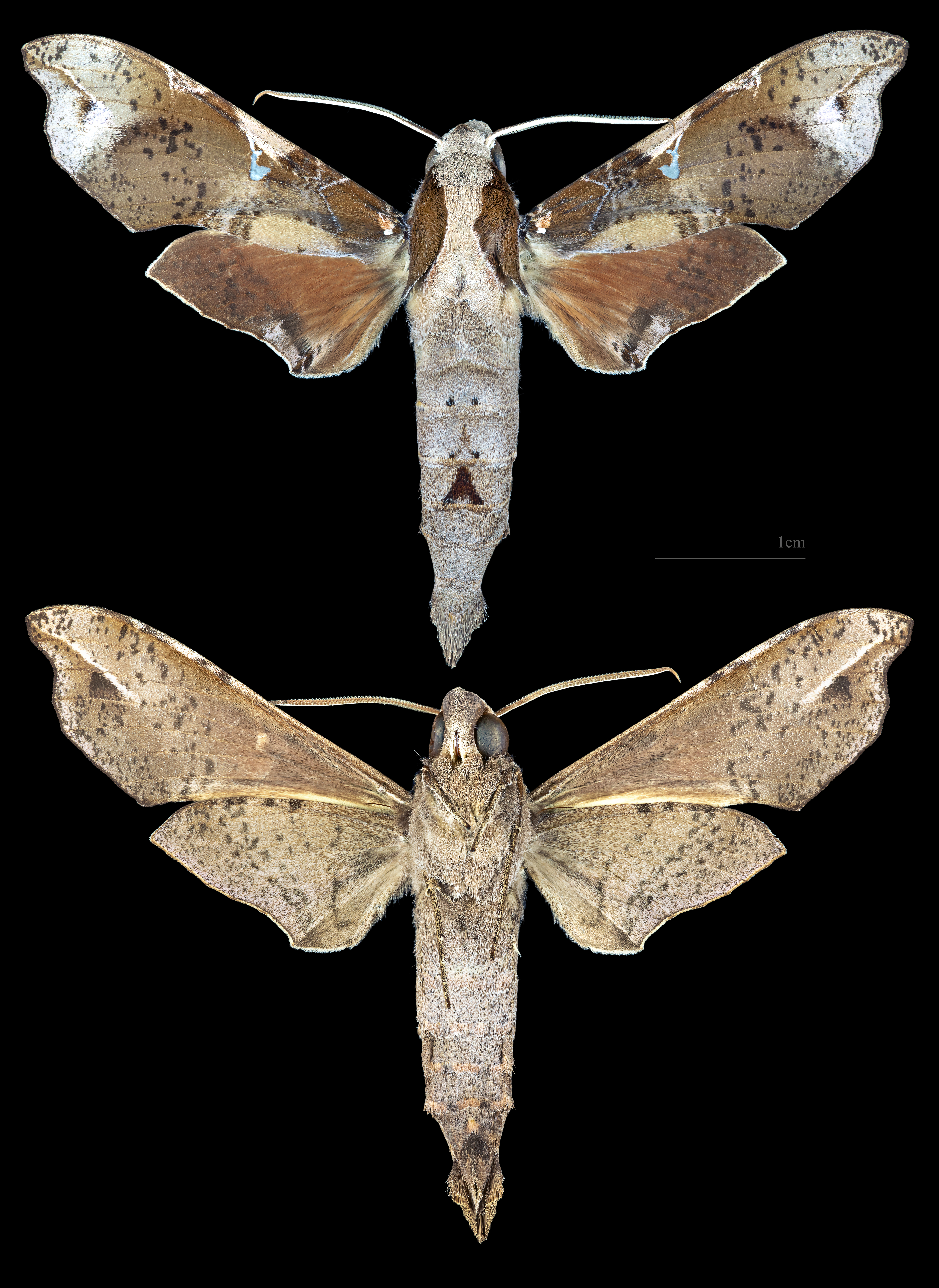
Callionima pan
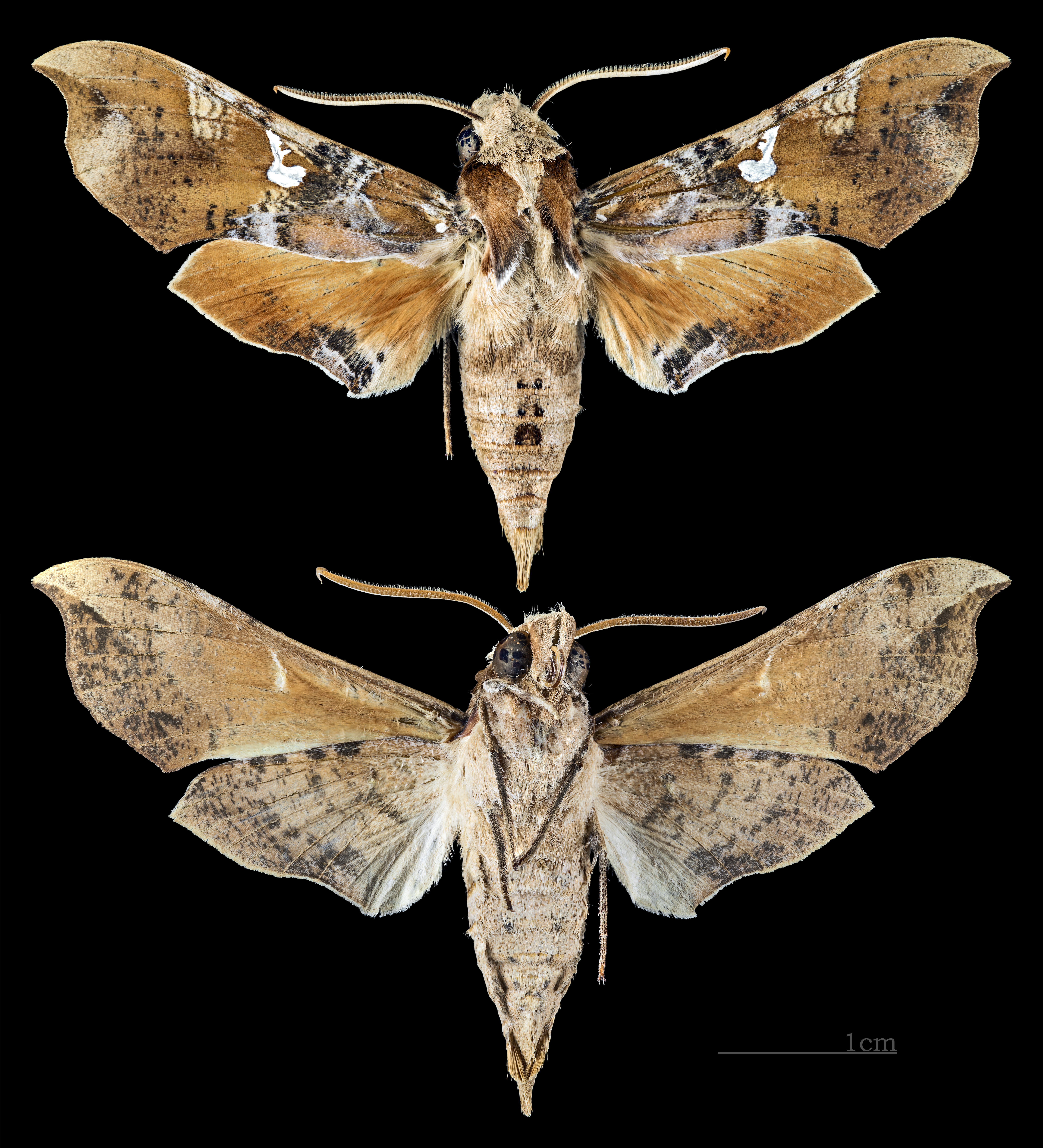
Callionima parce